# Tricimba brunneihalterata
Tricimba brunneihalterata är en tvåvingeart som beskrevs av Curtis W. Sabrosky 1951. Tricimba brunneihalterata ingår i släktet Tricimba och familjen fritflugor.
Artens utbredningsområde är Uganda. Inga underarter finns listade i Catalogue of Life.